# Szetula
Szetula (hebr. שתולה) – moszaw położony w Samorządzie Regionu Ma’ale Josef, w Dystrykcie Północnym, w Izraelu.

## Położenie
Moszaw Szetula jest położony na wysokości 664 metrów n.p.m. w północnej części Górnej Galilei. Leży na niewielkim wzniesieniu położonym pomiędzy górami Har Ajta (700 m n.p.m.) i Har Rahav (752 m n.p.m.). Bardziej na północy wznosi się góra Har Amiram (684 m n.p.m.). Po stronie zachodniej teren łagodnie opada do wadi strumienia Becet, który spływa w kierunku południowo-zachodnim do wzgórz Zachodniej Galilei i dalej do równiny przybrzeżnej Izraela. Okoliczne wzgórza są zalesione. W odległość 100 metrów na północny wschód od moszawu przebiega granica Libanu. W otoczeniu moszawu Szetula znajdują się miejscowość Fassuta oraz moszawy Zarit, Szomera, Ewen Menachem i Netu’a. Na północy leżą graniczne posterunki wojskowe Zarit i Livne, a na wschodzie Szetula. Bardziej na południowym wschodzie jest położona baza wojskowa Biranit, będąca główną kwaterą Dywizji Galil. Po stronie libańskiej są wioski Ramja, Ajta asz-Szab i Rumajsz. Na północ od moszawu, po libańskiej stronie granicy jest także położony posterunek obserwacyjny sił pokojowych UNIFIL.

### Podział administracyjny
Szetula jest położony w Samorządzie Regionu Ma’ale Josef, w Poddystrykcie Akka, w Dystrykcie Północnym Izraela.

## Demografia
Stałymi mieszkańcami moszawu są wyłącznie Żydzi. Tutejsza populacja jest mieszana – świecka i religijna:

Źródło danych: Central Bureau of Statistics.

## Historia
Moszaw został założony w 1967 roku w ramach rządowego programu Sof Sof, którego celem było wzmocnienie żydowskiej obecności na granicy z Libanem. Osada pozostawała jednak przez większość kolejnych dwóch lat opuszczona. W styczniu 1969 roku palestyńscy terroryści przeniknęli granicę i wysadzili jeden z opuszczonych domów położony na samej krawędzi moszawu Szetula. Ponownie zwróciło to uwagę na konieczność zasiedlenia tego pustego odcinka granicy, aby w ten sposób poprawić jego bezpieczeństwo. Podłączono więc wodę i energię elektryczną, a w marcu 1969 roku do moszawu przyjechało 17 rodzin imigrantów z Kurdystanu, którzy wcześniej mieszkali w pobliskim moszawie Elkosz. Uroczysta inauguracja osady miała miejsce 5 czerwca 1969 roku. Z racji bliskiego sąsiedztwa granicy libańskiej, wioska wielokrotnie była celem ataków terrorystycznych. W grudniu 1970 roku w wybuchu bomby ranny został jeden z mieszkańców wioski. Obecnie istnieją plany rozbudowy moszawu. W dniu 12 lipca 2006 roku w pobliżu moszawu doszło do incydentu w Zarit-Szetula. Pod osłoną ostrzału rakietowego na moszaw Ewen Menachem, oddział Hezbollahu zabił trzech i wziął do niewoli dwóch żołnierzy izraelskich. Odbywali oni rutynowy patrol granicy izraelsko-libańskiej. Kolejnych pięciu żołnierzy poniosło śmierć w trakcie nieudanej próby odbicia zakładników. Zniszczeniu uległ także czołg armii izraelskiej. Incydent doprowadził do wybuchu II wojny libańskiej.

## Edukacja
Moszaw utrzymuje przedszkole. Starsze dzieci są dowożone do szkoły podstawowej w moszawie Becet lub szkoły średniej przy kibucu Kabri. Dzieci religijne są dowożone do szkoły w miejscowości Szelomi.

## Kultura i sport
W moszawie znajduje się ośrodek kultury z biblioteką. Z obiektów sportowych jest basen, boisko do piłki nożnej i koszykówki, oraz sala sportowa z siłownią.

## Infrastruktura
W moszawie jest przychodnia zdrowia, synagoga, sklep wielobranżowy oraz warsztat mechaniczny.

## Gospodarka
Gospodarka moszawu opiera się na drobnym rolnictwie i sadownictwie. Jest tu także ferma drobiu. Część mieszkańców dojeżdża do pracy w pobliskich strefach przemysłowych.

## Transport
Przez moszaw przebiega droga nr 8994, którą jadąc na południowy zachód lub na północ dojeżdża się do skrzyżowania z drogą nr 8933 przy moszawie Ewen Menachem. Drogą nr 8933 można jechać wzdłuż granicy na północny zachód do moszawu Zarit lub na południowy zachód do skrzyżowania z drogą nr 8992 prowadzącą do moszawu Szomera, na południe do drogi nr 899, lub na południowy wschód do moszawu Netu’a. Natomiast drogą nr 899 można dojechać na południowy zachód do wioski komunalnej Gornot ha-Galil lub na południowy wschód do moszawu Netu’a i bazy wojskowej Biranit.